# Ustilago corcontica
Ustilago corcontica är en svampart som först beskrevs av Bubák, och fick sitt nu gällande namn av Liro 1924. Ustilago corcontica ingår i släktet Ustilago och familjen Ustilaginaceae.   Inga underarter finns listade i Catalogue of Life.